# Экснер, Станислав Каспарович
Станислав Каспарович Экснер (пол. Stanisław Eksner; 7 [19] мая 1859, Радошице, Радомская губерния — 28 ноября 1934, Варшава) — польский и российский музыкальный деятель и педагог, основатель Саратовского музыкального училища (ныне Саратовский областной колледж искусств) — 1895 г., и Саратовской консерватории — 1912 год.

Экснер С.К. мемориальная плита

## Биография
В 1875—1878 гг. учился в Лейпцигской консерватории у Иоганнеса Вейденбаха (фортепиано) и Карла Райнеке (композиция), затем перебрался в Санкт-Петербург и в 1883 г. окончил Санкт-Петербургскую консерваторию. В 1883—1921 гг. жил и работал в Саратове: сперва как руководитель музыкальных классов Саратовского отделения Императорского русского музыкального общества, затем с 1895 г. как директор учреждённого на основе классов Саратовского музыкального училища и, наконец, в 1912—1914 гг. — как первый директор Саратовской консерватории. Количественный и качественный рост системы музыкального образования в Саратове в значительной степени был прямым результатом неустанной деятельности Экснера. Помимо педагогической и организационной работы, концертировал в Саратове как пианист, а затем и как дирижёр. Ему было присвоено звание Почётного гражданина Саратова.
В 1921 г. покинул Россию и провёл остаток жизни в Польше. Похоронен на кладбище Старые Повонзки.